# Havndal
Havndal Østjylland egyik városa, Midtjylland régióban, Randers községben. Lakossága 2017-ben 872 fő volt. A város 9 km távolságra fekszik, északi irányban Øster Tørslevtől, 10 km-re északnyugatra fekszik Udbyhøj Vasehusetól, 12 km-re fekszik délkeletre Hadsundtól és 26 kilométernyire fekszik északkeletre Randerstől. 
A Havndali plébánia az Udbyneder egyházközség része. Az Udbynederi templom 3 kilométernyire keletre található Havndaltól. Havndal 1925-ben kapott földet arra, hogy létrehozza ott saját plébániáját. 1930-ban szentelték fel a közadakozásból felépült templomát. A templom nem rendelkezik toronnyal.
A helyi általános iskola hat osztállyal rendelkezik, ahová 132 diák jár. A helyi diákok a felső tagozatot (7-9. osztály) Øster Tørslev általános iskolájában végzik el. Havndalban található a Havndal óvoda és egy nyugdíjas otthon is. A városi közösségi ház 175 férőhelyes. A település sportcsarnokának építése a hetvenes évek közepén merült fel. 1979 szeptemberében adták át a városi tornacsarnok épületét.
A Randers-Hadsund vasútvonal 1883 és 1969 között üzemelt.

## Fordítás
Ez a szócikk részben vagy egészben  a   Havndal című dán Wikipédia-szócikk ezen változatának fordításán alapul.  Az eredeti cikk szerkesztőit annak laptörténete sorolja fel. Ez a jelzés csupán a megfogalmazás eredetét és a szerzői jogokat jelzi, nem szolgál a cikkben szereplő információk forrásmegjelöléseként.